# Cendrawasih
La danse cendrawasih est une danse balinaise. Exécutée par deux danseuses, elle imite l'accouplement de l'oiseau de paradis (burung cendrawasih en indonésien).

## Histoire
Une danse nommée cendrawasih est conçue par I Gde Manik et est représentée pour la première fois dans le sous-district de Sawan de la régence de Buleleng dans les années 1920 ; cette région est à l'origine de  danses, dont Trunajaya, Wirangjaya et Palawakya. Cette danse a cependant beaucoup évolué.
Les représentations contemporaines de la danse cendrawasih proviennent de la chorégraphie de N. L. N. Swasthi Wijaya Bandem, qui arrange la première représentation en 1988. La danse cendrawasih s'inspire de l'oiseau de paradis, connu sous le nom de burung cendrawasih en indonésien et de manuk dewata (« l'oiseau des dieux ») en balinais ,. Cet oiseau danse et chante pour attirer un compagnon. Les danses Manuk Rawa et Belibis s'inspirent également des oiseaux.
Chaque chorégraphe est libre d'ajouter son interprétation. La danse cendrawasih est souvent exécutée en dehors de l'Indonésie afin de promouvoir la culture indonésienne, comme au Pérou en 2002, à la Freer Gallery of Art de Washington, DC, en 2008, au Japon en 2008, et aux Pays-Bas en 2008.
Une étude de 2014 révèle qu'une représentation de la danse cendrawasih peut brûler 40 calories, soit cinq calories par minute de danse, la fréquence cardiaque des danseurs atteignant une moyenne de 157 battements par minute . Ainsi, les chercheurs le classifient comme exercice d'aérobie d'intensité légère .

## Représentation
Cette danse est exécutée par deux femmes, représentant un mâle et une femelle oiseaux de paradis, la danse prend la forme d'un rituel d'accouplement. Les danseurs sont vêtus de coiffes destyle Pandji couvertes de plumes, ainsi que de longues écharpes ou jupes fluides ayant une rayure rose. Les jupes représentent les queues colorées des oiseaux de paradis, et, quand elles sont tenues, donnent une impression d'ailes. Le flottement des jupes lors de la course donne une impression de fuite. 
Certains mouvements sont spécifiques à cette danse et ne se retrouvent pas dans les autres danses balinaises. Par exemple, les danseuses utilisent leurs costumes pour symboliser les ailes des oiseaux de paradis et peuvent se tenir en pointe. Les deux danseuses voltigent, comme si elles se séduisaient .

## Ouvrages cités
- (id) I Putu Adiartha Griadhi et Dewa Ayu Inten Dwi Primayanti, « Karakteristik Denyut Nadi Kerja dan Jumlah Pemakaian Energy pada Tarian Tradisional Bali Memenuhi Kriteria Aktivitas Fisik Erobik Intensitas Ringan – Sedang yang Bermanfaat untuk Mahasiswa Fakultas Kedokteran Universitas Udayana » [« Characteristics of Heart Rate and Energy Use in Traditional Balinese Dance, Meeting the Criteria for Mild-Intensity Aerobic Exercise, Useful for Students of the Medical Faculty at Udayana University »], Sport and Fitness Journal, Denpasar, Udayana University, vol. 2, no 2,‎ juillet 2014, p. 1–8 (ISSN 2302-688X, lire en ligne)
- (id) Eka Savitri Sastrawan Dewa Ayu, « Gerak Tari Cendrawasih sebagai Sumber Inspirasi Karya Seni Lukis » [« Movements in the Cendrawasih Dance as a Source of Inspiration for Visual Arts »], ISI Denpasar, Denpasar,‎ 2013 (lire en ligne)
- « Balinese Music and Dance: Gamelan Mitra Kusuma », Smithsonian Institution,‎ 2008 (lire en ligne [archive du 7 novembre 2014], consulté le 7 novembre 2014)
- I Dibia et Rucina Ballinger, Balinese Dance, Drama & Music: A Guide to the Performing Arts of Bali, Tuttle, 2004 (ISBN 978-962-593-195-1, lire en ligne)
- « Dewi promotes RI culture abroad » [archive du 7 novembre 2014], sur The Jakarta Post, 2 juin 2008 (consulté le 7 novembre 2014)
- « Ni Made Darmi, former palace dancer, stays active » [archive du 7 novembre 2014], sur The Jakarta Post, 2 novembre 2007 (consulté le 7 novembre 2014)
- (id) « Para Penari Jepang Ramaikan PKB » [« Japanese Dancers Bring Joy to the Balinese Art Festival »] [archive du 15 novembre 2014], Kompas, 11 juillet 2008 (consulté le 15 novembre 2014)
- (id) « Renovasi Tari Cendrawasih » [« Renewing the Cendrawasih Dance »] , Bali Post, 10 septembre 2012 (consulté le 7 novembre 2014)
- « RI, Peru in cultural diplomacy » [archive du 7 novembre 2014], The Jakarta Post, 5 septembre 2002 (consulté le 7 novembre 2014)
- (id) « Tari Cendrawasih Keelokan Gerak dan Busana » [« Cendrawasih Dance: The Beauty of Costume and Movement »] [archive du 7 novembre 2014], Pikiran Rakyat, 12 février 2014 (consulté le 7 novembre 2014)
- Irawaty Wardany, « Japanese perform Balinese dances » [archive du 7 novembre 2014], The Jakarta Post, 14 juillet 2008 (consulté le 7 novembre 2014)